# Black and Tans

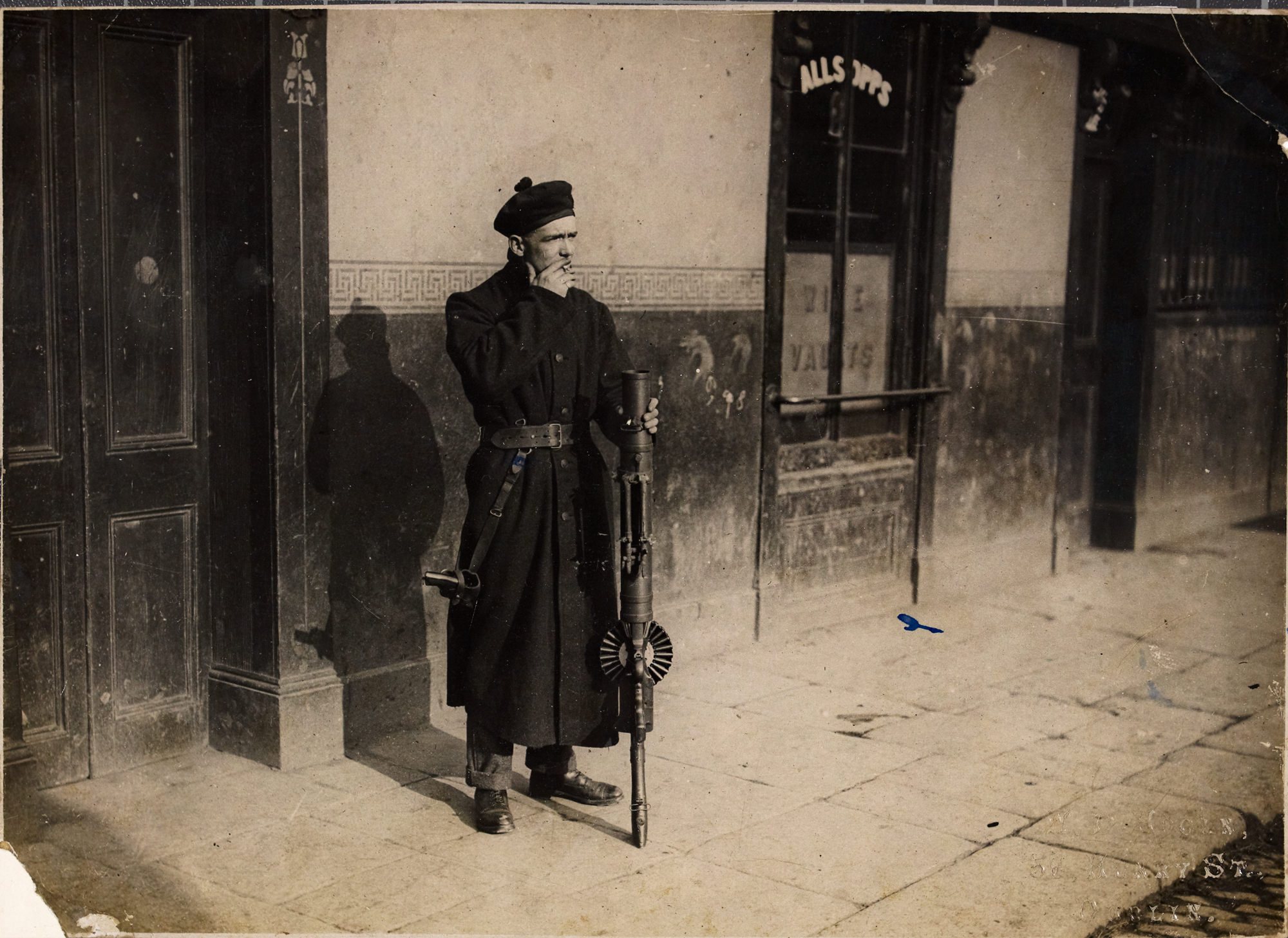
Un Black and Tans en Dublín, fumando y con una ametralladora Lewis en sus manos, febrero de 1921.

El término Negro y Caqui (irlandés: dúchrónaigh, inglés: black and tans) se refiere a la Fuerza de Reserva de la Real Policía irlandesa (Fórsa Chúltaca Chonstáblacht Ríoga na hÉireann), que era una de dos fuerzas paramilitares empleadas por la Real Policía Irlandesa (Royal Irish Constabulary -RIC-) en 1920 y 1921, para suprimir la revolución en Irlanda. Aunque fuera establecido para contraatacar al Ejército Republicano Irlandés, se hizo notorio por sus numerosos ataques sobre la población civil.
Sin embargo, el término Negro y Caqui muy a menudo es usado para referirse tanto a la Fuerza de Reserva de RIC como a la otra fuerza de RIC reclutada para la Guerra irlandesa de Independencia, la División Auxiliar del RIC.

## Fundación
La búsqueda irlandesa del autogobierno dominó los últimos años del siglo XIX y principios del XX. La Home Rule - autogobierno limitado - fue pasado por el parlamento británico en 1912, pero fue aplazado debido al estallido de la Primera Guerra Mundial. Algunos nacionalistas irlandeses vieron la Home Rule como una forma de independencia limitada pese a todo. Después de que el Alzamiento de Pascua en Dublín en 1916 cuando los republicanos radicales armados irlandeses organizaron una rebelión contra el dominio británico de Irlanda, el republicanismo irlandés estaba enormemente radicalizado y después del ultraje público en la ejecución de los líderes rebeldes y la amenaza de reclutamiento obligatorio sobre Irlanda para la Primera Guerra Mundial, fue canalizado en el movimiento revolucionario Sinn Féin. Sinn Féin ganó 73 de 105 asientos en Irlanda en las elecciones generales de 1918, y en enero de 1919 el Primer Dáil declaró una República independiente irlandesa. En el mismo mes, los Voluntarios Irlandeses, o el Ejército Republicano Irlandés, comenzaron la campaña guerrillera conocida como la Guerra irlandesa de Independencia, que en 1919 consistió en ataques sobre la Real Policía irlandesa.
Estos ataques se intensificaron durante 1919 y en septiembre la administración británica proscribieron la Dáil. Comenzando el trabajo sobre su siguiente Home Rule, esto significó un plan para desmoralizar al RIC mediante atentados para una solución intermedia hasta que la Rule estuviera lista.
En enero de 1920, el gobierno británico comenzó a hacer publicidad en ciudades británicas buscando a hombres dispuestos "a afrontar una tarea áspera y peligrosa", ayudando a aumentar las filas de la Real Policía Irlandesa (RIC) en la vigilancia de una Irlanda cada vez más antibritánica. No había escasez de reclutas, muchos de ellos veteranos del ejército de la Primera Guerra Mundial, y hacia noviembre de 1921 aproximadamente 9,500 hombres se habían unido al llamamiento. Esta afluencia repentina de hombres condujo a una escasez de uniformes del RIC, y los nuevos reclutas fueron vestidos con uniformes caqui de ejército (por lo general sólo el pantalón) y túnicas verdes del RIC o azules británicas, sobrantes de la policía, gorras y cinturones. Esta mezcla dio lugar a su apodo, el Negro y Caqui (en irlandés, na Dúchrónaigh), del nombre de un grupo famoso de zorreros del Límeric, el Scarteen Hunt cuyo nombre Negro y Caqui provenía de los colores de sus sabuesos de raza beagle de Kerry. El nombre siguió aún después de los hombres recibieran uniformes completos del RIC.
Los nuevos reclutas recibieron un entrenamiento apresurado de tres meses, y rápidamente fueron adscritos a cuarteles del RIC, sobre todo en Dublín, Munster y Connacht del Este. Los primeros hombres llegaron el 25 de marzo de 1920. El gobierno también reclutó otra unidad, la División Auxiliar de la policía, conocida como Tropas auxiliares o Auxies. Este grupo estuvo compuesto de ex-oficiales del ejército. El Negro y Caqui actuaron junto a las Tropas auxiliares en las tentativas del gobierno de acabar con el IRA.